# Тораца Косте
Тораца Косте (итал. Torrazza Coste) је насеље у Италији у округу Павија, региону Ломбардија.
Према процени из 2011. у насељу је живело 995 становника. Насеље се налази на надморској висини од 120 м.

## Становништво
Према резултатима пописа становништва 2011. у општини је живело 1.693 становника.
| 1931. | 1936. | 1951. | 1961. | 1971. | 1981. | 1991. | 2001. | 2011. |
| ----- | ----- | ----- | ----- | ----- | ----- | ----- | ----- | ----- |
| 2.100 | 2.088 | 1.963 | 1.776 | 1.519 | 1.363 | 1.400 | 1.518 | 1.693 |